# Tece-patak
Tece-patak är ett vattendrag i Ungern.   Det ligger i provinsen Pest, i den centrala delen av landet, 26 km nordost om huvudstaden Budapest.